# هری واتسون
هری واتسون (انگلیسی: Harry Watson؛ ‏ ۳۱ اوت ۱۹۲۱ – ۸ ژوئن ۲۰۰۱) بازیگر خردسال اهل ایالات متحده آمریکا بود که بعدها عکاس جنگی گارد ساحلی ایالات متحده آمریکا در دوران جنگ جهانی دوم شد و یکی از پیشگامان روزنامه‌نگاری تلویزیونی محسوب می‌شود. دربارهٔ شیوه عکاسی او نوشته‌اند «عکس‌های اکشن ورزشی باشکوه او، تجسمی از کمال است. مربی او که بوده؟ صد البته برادر بزرگترش کوی.»

## گزیدهٔ فیلم‌شناسی
- وسواس باشکوه
- قایق نمایش
- گلوله‌ها یا قرعه‌ها
- راه بازگشت
- مخمصه
- ماجراهای هاکلبری فین
- آقای اسمیت به واشینگتن می‌رود
- این زن را به چنگ می‌آورم